# 7109 Heine
För andra betydelser, se Heine (olika betydelser).
7109 Heine eller 1983 RT4 är en asteroid i huvudbältet som upptäcktes den 1 september 1983 av den rysk-sovjetiska astronomen Ljudmila Karatjkina vid Krims astrofysiska observatorium på Krim. Den är uppkallad efter den tyske författaren Heinrich Heine.